# Vir, Domžale
Vir (tudi Vir pri Domžalah) je naselje v Občini Domžale z okoli 3500 prebivalci in je satelitsko naselje Domžal; nahaja se ob Zeleni osi Kamniške Bistrice.
Najvišja stavba v predmestju je silos v lasti Žita.
Na Viru deluje tudi tekstilna industrija Tosama že vrsto let. Na Viru imajo nekaj manjših trgovin, barov, bencinsko črpalko, lekarno, banko in svojo pošto, s poštno številko 1232 Domžale-Vir. V zadnjih letih so zgradili diskontno trgovino in nakupovalni park Arcadia.
Naselje meji na četrt Rodica, Center, Podrečje, Količevo, Dob.

## Pustna dežela
Najbolj znan vsakoletni dogodek Vira je, ko se predmestje spremeni v Pustno deželo. Domžalski župan simbolično preda ključ pustnemu županu, ki je na oblasti naslednjih 14 dni. Takrat je na Viru prepovedano delo, cenejše vino v lokalih in vrhunec dogodka, pustni karneval pustnega Strička z Vira.

## Športni park
Središče športa in rekreacije na Viru je Športni park Vir, kjer ima glavno vlogo Športno in nogometno društvo Vir (NK Vir). 
Nogometni klub Vir( NK Vir) je bil ustanovljen leta 1980, znotraj kluba aktivno delujejo člani NK Vir, Veterani NK Vir, Ženski nogometni klub Vir(ŽNK Vir) ter otroška in mladinska nogometna šola NK Vir(selekcije od U-5 DO U-12).

## Ulice od A do Ž
Posebnost Vira so ulice, te so imenovane po abecednem vrstnem redu. Prva ulica je Aljaževa, aleja do vseh ostalih je Bukovčeva. Ulice si sledijo po abecedi, zato za ulico Zrinjskega sledi Žnidaršičeva. Prvotno je tako obstajala tudi ulica na C, ki pa je ni več. Načrtovalec tega vrstnega reda si je kot ulico na C zamislil Cojzovo. Nazori, ki jih je v jezikoslovju zagovarjal Vuk Stefanović Karadžić, se v slovenščini, kot kaže, v nasprotju z načrtovalčevimi pričakovanji, niso uveljavili in je bila ta ulica kasneje prečrkovana v Zoisovo.

## Četrtna skupnost Toma Brejca Vir
Naselja znotraj skupnosti sta še Količevo in Podrečje. Tu se nahaja Kulturni dom Toma Brejca, kjer prirejajo razne prireditve in predstave. Imajo tudi prostovoljno gasilsko društvo Vir. Tu ni osnovne šole zato otroci hodijo v osnovno šolo Dob in v osnovno šolo Rodica. Od leta 1998 ima tudi svojo župnijo. Sedaj so zgradili novejšo in modernejšo cerkev sv. Jožefa, ki je zamenjala majhno leseno kapelo.